# Candy Candy
Candy Candy (jap.  キャンディ・キャンディ  Kyandi Kyandi) – japońska powieść oraz oparte na niej manga i anime. 
Candy Candy pierwszy raz pojawiła się w prozie powieści japońskiej pisarki Kyoko Mizuki w kwietniu 1975 roku. Gdy Mizuki połączyła siły z mangaką Yumiko Igarashi, japoński magazyn Nakayoshi zainteresował się wydaniem powieści. Seria była wydawana przez cztery lata i zdobyła 1. miejsce w konkursie Kodansha Manga Award w kategorii shojo w 1977 roku. Opowieść została zekranizowana jako serial anime przez Toei Animation. Istnieje także kilka  pełnometrażowych filmów, które nigdy nie były emitowane poza Japonią. 

## Wersja polska
Serial był emitowany w Polsce w 1996 roku na kanale Polsat w wersji z lektorem, którym była Danuta Stachyra.

## Opis fabuły
Główną bohaterką jest Candice "Candy" White, wychowanka sierocińca "Pony's Home" w Michigan na początku XX wieku. Kanwą historii są jej losy – przyjaźń z Annie, która jednak zostaje adoptowana, pobyt w domu Leaganów, gdzie dziewczynka wykorzystywana jest do prac domowych, nauka w Saint Paul Academy, praca w szpitalu. Istotnym elementem fabuły są także perypetie miłosne Candy: uczucie do Anthony'ego, kuzyna Leaganów, poznanego w St. Paul Academy Terry'ego oraz tajemniczego "Księcia ze wzgórza" – chłopca spotkanego w dzieciństwie.

## Dubbing

### Wersja oryginalna
- Minori Matsushima - Candice "Candy" White Ardlay
- Makio Inoue - William Albert Ardlay
- Kazuhiko Inoue - Anthony Brown
- Ryō Horikawa - Anthony Brown (film z 1992 r.)
- Kei Tomiyama - Terruce Graham Grandchester
- Kaneta Kimotsuki - Alistair Cornwell
- Miyoko Aso - Mary Jane
- Yuji Mitsuya - Archibald Cornwell
- Mami Koyama - Annie Brighton
- Yumi Tōma - Annie Brighton (film z 1992 r.)
- Chiyoko Kawashima - Patricia O'Brien
- Eken Mine - Garcia
- Taeko Nakanishi - Annie Girard, Narrator
- Yumi Nakatani - Eliza Leagan
- Eiko Hisamura - Eliza Leagan (film z 1992 r.)
- Kiyoshi Komiyama - Neal Leagan
- Ryūsei Nakao - Neal Leagan (film z 1992 r.)
- Koko Kagawa - Susanna Marlow